# Azjatyckie Stowarzyszenie Lekkoatletyczne
Asian Athletics Association (pl. Azjatyckie Stowarzyszenie Lekkoatletyczne) – międzynarodowa organizacja zrzeszająca narodowe związki lekkoatletyczne z krajów azjatyckich, która powstała w 1973. Stowarzyszenie zajmuje się organizacją lekkoatletycznych mistrzostw Azji. Szefem AAA jest Hindus Shri Suresh Kalmadi. Główna siedziba Asian Athletics Association znajduje się w Singapurze.

## Członkowie
| Kraj                         | Organizacja                                                     |
| ---------------------------- | --------------------------------------------------------------- |
| Afganistan                   | Afgańska Federacja Lekkoatletyczna                              |
| Bahrajn                      | Bahrajńskie Stowarzyszenie Lekkoatletyczne                      |
| Bangladesz                   | Banglijska Federacja Lekkoatletyczna                            |
| Bhutan                       | Bhutańska Amatorska Federacja Lekkoatletyczna                   |
| Brunei                       | Brunejskie Amatorskie Stowarzyszenie Lekkoatletyczne            |
| Kambodża                     | Khmerska Amatorska Federacja Lekkoatletyczna                    |
| Chińskie Tajpej              | Tajwańskie Stowarzyszenie Lekkoatletyczne                       |
| Korea Północna               | Amatorskie Stowarzyszenie Lekkoatletyczne KRLD                  |
| Timor Wschodni               | Timorska Federacja Lekkoatletyczna                              |
| Hongkong                     | Hongkońskie Amatorskie Stowarzyszenie Lekkoatletyczne           |
| Indie                        | Federacja Lekkoatletyczna Indii                                 |
| Indonezja                    | Lekkoatletyczne Stowarzyszenie Indonezji                        |
| Irak                         | Iracka Amatorska Federacja Lekkoatletyczna                      |
| Iran                         | Amatorska Federacja Lekkoatletyczna Islamskiej Republiki Iranu  |
| Japonia                      | Japońskie Stowarzyszenie Federacji Lekkoatletycznych            |
| Jordania                     | Jordańska Amatorska Federacja Lekkoatletyczna                   |
| Kazachstan                   | Federacja Lekkoatletyczna Republiki Kazachstanu                 |
| Kirgistan                    | Kirgiska Federacja Lekkoatletyczna                              |
| Korea Południowa             | Koreańska Amatorska Federacja Lekkoatletyczna                   |
| Kuwejt                       | Kuwejcka Amatorska Federacja Lekkoatletyczna                    |
| Laos                         | Laotańska Amatorska Federacja Lekkoatletyczna                   |
| Liban                        | Libańska Federacja Lekkoatletyczna                              |
| Makau                        | Lekkoatletyczne Stowarzyszenie Makau                            |
| Malezja                      | Malezyjska Amatorska Unia Lekkoatletyczna                       |
| Malediwy                     | Lekkoatletyczne Stowarzyszenie Malediwów                        |
| Mongolia                     | Mongolska Federacja Lekkoatletyczna                             |
| Mjanma                       | Mjanmarska Federacja Lekkoatletyczna                            |
| Nepal                        | Nepalskie Amatorskie Stowarzyszenie Lekkoatletyczne             |
| Oman                         | Omańskie Stowarzyszenie Lekkoatletyczne                         |
| Pakistan                     | Federacja Lekkoatletyczna Pakistanu                             |
| Palestyna                    | Palestyńska Federacja Lekkoatletyczna                           |
| Filipiny                     | Filipińskie Stowarzyszenie Lekkoatletyczne                      |
| Chiny                        | Stowarzyszenie Lekkoatletyczne Chińskiej Republiki Ludowej      |
| Katar                        | Katarskie Stowarzyszenie Federacji Lekkoatletycznych            |
| Jemen                        | Jemeńska Amatorska Federacja Lekkoatletyczna                    |
| Arabia Saudyjska             | Saudyjska Federacja Lekkoatletyczna                             |
| Singapur                     | Singapurskie Stowarzyszenie Lekkoatletyczne                     |
| Sri Lanka                    | Stowarzyszenie Lekkoatletyczne Sri Lanki                        |
| Syria                        | Syryjska Amatorska Federacja Lekkoatletyczna                    |
| Tadżykistan                  | Federacja Lekkoatletyczna Tadżykistanu                          |
| Tajlandia                    | Stowarzyszenie Lekkoatletyczne Tajlandii                        |
| Turkmenistan                 | Amatorska Federacja Lekkoatletyczna Turkmenistanu               |
| Zjednoczone Emiraty Arabskie | Lekkoatletyczne Stowarzyszenie Zjednoczonych Emiratów Arabskich |
| Uzbekistan                   | Federacja Lekkoatletyczna Uzbekistanu                           |
| Wietnam                      | Wietnamska Federacja Lekkoatletyczna                            |